# The Jesus Revolution
The Jesus Revolution (senere kendt som "Myrra") var et dansk, kristent rockband, der blev dannet i 1970'erne. Bandet eksisterede op igennem 1980'erne, hvor de hittede på den danske, kristne musikscene. De fleste af bandets sange var skrevet af forsangeren Jan Valbak-Andersen.
Bandet deltog som band to gange på Roskilde Festivalen. I 1977 og 1979.

## Medlemmer
- Jan Valbak-Andersen (sang, keyboards)
- Alex Gaardsøe (guitar)
- Lars Kildelund (keyboards)
- Tommy Kunddal (bas)
- Ole Olsen (trommer)

## Udgivelser
- The Jesus Revolution, sidst i 1970'erne
- Til eftertanke, april 1980

| Musikgruppe | Spire Denne artikel om en dansk musikgruppe er en spire som bør udbygges. Du er velkommen til at hjælpe Wikipedia ved at udvide den. |